# PDC World Cup of Darts
A PDC World Cup of Darts a Professional Darts Corporation által rendezett verseny, a szervezet páros csapatok számára kiírt világbajnoksága, amelyet 2010 óta rendeznek meg. A versenynaptár, illetve a játékosok előre lekötött versenyei miatt másodszor egy év kihagyással, 2012-ben rendezték meg. A mérkőzéseket a Sky Sports közvetíti.
2015-ben a rendezvényre az Eissporthalle Frankfurtban került sor, a házigazda város egyébként Hamburg, a helyszín a Barclaycard Aréna.
A verseny elődje a Jocky Wilson-kupa volt, amelyet 2009. december 5-én Glasgowban tartottak meg és amelyen Anglia 6–0-ra verte meg Skóciát.

## Előzmények
2009 októberében Barry Hearn, a PDC elnöke bejelentette szándékát, miszerint megvásárolja a British Darts Organisationt, majd kétmillió fontot invesztál az amatőr darts felzárkóztatására, de ezt a brit szövetség elutasította. Hearn szerint "A BDO-nak nyújtott ajánlatunk célja a darts sportjának egységesítése volt, és ez a hosszú távú célunk a BDO megyei szövetségeinek döntése ellenére is" 2009 decemberében Anglia és Skócia között megrendezték a Jocky Wilson-kupát. A BDO visszautasítása után a PDC három új versenyt szervezett 2010-re. A World Cup of Darts mellett ekkor került először kiírásra az U21-es világbajnokság és a női világbajnokság is.

## Lebonyolítás
A 2010-es első tornán a PDC világranglistájának első 24 országa vehetett részt, őket a legmagasabban rangsorolt két egyéni játékosuk képviselte.
Az első 8 ország automatikusan kiemelést kapott, így ők csak a második fordulóban, a legjobb 16 között csatlakoztak a versenyhez.
A második forduló nyertesei két csoportba (A, B) kerültek. Minden csapat egyszer játszott egymással, ez csoportonként három fordulót jelentett. 1 pont járt az egyéni, 2 pont a páros győzelmekért, a csoportok első helyezettjei jutottak a legjobb négy közé. Az elődöntőben négy egyéni és egy páros mérkőzést vívtak a csapatok, ugyanúgy 1, illetve 2 pontért. Ha az eredmény ezt követően 3-3 volt, akkor úgynevezett hirtelen halál döntött, ezeket is párosok játszották.
A döntő ugyanebben a lebonyolításban zajlott.
A 2012-es kiírastól egyenes kieséses rendszerben zajlik a torna, a legmagasabban rangsorolt nyolc ország párosa kiemelt.

## A döntők
| Év   | Győztesek                                | Győztesek | Eredmény | Döntősök | Döntősök                                 | Helyszín                                         | Pénzdíjazás | Pénzdíjazás | Pénzdíjazás | Szponzor        |
| Év   | Játékosok                                | Ország    | Eredmény | Ország   | Játékosok                                | Helyszín                                         | Összesen    | Győztesek   | Döntősök    | Szponzor        |
| ---- | ---------------------------------------- | --------- | -------- | -------- | ---------------------------------------- | ------------------------------------------------ | ----------- | ----------- | ----------- | --------------- |
| 2010 | Raymond van Barneveld Co Stompé          | NED       | 4–2 (p)  | WAL      | Mark Webster Barrie Bates                | ENG · Rainton Meadows Arena · Houghton-le-Spring | 150 000 £   | 40 000 £    | 20 000 £    | Cash Converters |
| 2012 | Phil Taylor Adrian Lewis                 | ENG       | 4–3 (p)  | AUS      | Simon Whitlock Paul Nicholson            | GER · Alsterdorfer Sporthalle · Hamburg          | 150 000 £   | 40 000 £    | 20 000 £    | Cash Converters |
| 2013 | Phil Taylor Adrian Lewis                 | ENG       | 3–1 (m)  | BEL      | Kim Huybrechts Ronny Huybrechts          | GER · Alsterdorfer Sporthalle · Hamburg          | 150 000 £   | 40 000 £    | 20 000 £    | Betfair         |
| 2014 | Michael van Gerwen Raymond van Barneveld | NED       | 3–0 (m)  | ENG      | Phil Taylor Adrian Lewis                 | GER · Alsterdorfer Sporthalle · Hamburg          | 200 000 £   | 40 000 £    | 20 000 £    | Bwin            |
| 2015 | Phil Taylor Adrian Lewis                 | ENG       | 3–2 (m)  | SCO      | Gary Anderson Peter Wright               | GER · Eissporthalle · Frankfurt                  | 250 000 £   | 50 000 £    | 26 000 £    | Bwin            |
| 2016 | Phil Taylor Adrian Lewis                 | ENG       | 3–2 (m)  | NED      | Michael van Gerwen Raymond van Barneveld | GER · Eissporthalle · Frankfurt                  | 250 000 £   | 50 000 £    | 26 000 £    | Betway          |
| 2017 | Michael van Gerwen Raymond van Barneveld | NED       | 3–1 (m)  | WAL      | Mark Webster Gerwyn Price                | GER · Eissporthalle · Frankfurt                  | 300 000 £   | 60 000 £    | 32 000 £    | Betway          |
| 2018 | Michael van Gerwen Raymond van Barneveld | NED       | 3–1 (m)  | SCO      | Gary Anderson Peter Wright               | GER · Eissporthalle · Frankfurt                  | 300 000 £   | 60 000 £    | 32 000 £    | Betway          |
| 2019 | Gary Anderson Peter Wright               | SCO       | 3–1 (m)  | IRL      | Steve Lennon William O'Connor            | GER · Barclaycard Aréna · Hamburg                | 350 000 £   | 70 000 £    | 40 000 £    | BetVictor       |
| 2020 | Gerwyn Price Jonny Clayton               | WAL       | 3–0 (m)  | ENG      | Michael Smith Rob Cross                  | AUT · Salzburgarena · Salzburg                   | 350 000 £   | 70 000 £    | 40 000 £    | BetVictor       |
| 2021 | Peter Wright John Henderson              | SCO       | 3–1 (m)  | AUT      | Mensur Suljović Rowby-John Rodriguez     | GER · Sparkassen-Aréna · Jéna                    | 350 000 £   | 70 000 £    | 40 000 £    | Cazoo           |
| 2022 | Simon Whitlock Damon Heta                | AUS       | 3–1 (m)  | WAL      | Gerwyn Price Jonny Clayton               | GER · Eissporthalle · Frankfurt                  | 350 000 £   | 70 000 £    | 40 000 £    | Cazoo           |
| 2023 | Gerwyn Price Jonny Clayton               | WAL       | 10–2 (l) | SCO      | Peter Wright Gary Anderson               | GER · Eissporthalle · Frankfurt                  | 450 000 £   | 80 000 £    | 50 000 £    | My Diesel Claim |
| 2024 | Luke Humphries Michael Smith             | ENG       | 10–6 (l) | AUT      | Mensur Suljović Rowby-John Rodriguez     | GER · Eissporthalle · Frankfurt                  | 450 000 £   | 80 000 £    | 50 000 £    | BetVictor       |
| 2025 | Josh Rock Daryl Gurney                   | NIR       | 10–9 (l) | WAL      | Gerwyn Price Jonny Clayton               | GER · Eissporthalle · Frankfurt                  | 450 000 £   | 80 000 £    | 50 000 £    | BetVictor       |

1. ↑  (p) = pontszám pontokban, (m) = pontszám mérkőzésekben, (l) = pontszám legekben.

## Rekordok és statisztikák

### Egyéni szereplések
A 2025-ös versenyig mindössze 3 játékos vett részt mind a 16 csapatvilágbajnokságon. Ők a következők:
- William O'Connor
- Mensur Suljović
- Simon Whitlock

### A legeredményesebb szereplések

#### Országok
| Ország         | Győzelem | 2. hely | Döntők száma | Részvétel |
| -------------- | -------- | ------- | ------------ | --------- |
| Anglia         | 5        | 2       | 7            | 16        |
| Hollandia      | 4        | 1       | 5            | 16        |
| Wales          | 2        | 4       | 6            | 16        |
| Skócia         | 2        | 3       | 5            | 16        |
| Ausztrália     | 1        | 1       | 2            | 16        |
| Észak-Írország | 1        | 0       | 1            | 16        |
| Ausztria       | 0        | 2       | 2            | 16        |
| Belgium        | 0        | 1       | 1            | 16        |
| Írország       | 0        | 1       | 1            | 16        |

#### Csapatok
| Csapat                                      | Ország         | Győzelem | 2. hely | Döntők száma | Részvétel |
| ------------------------------------------- | -------------- | -------- | ------- | ------------ | --------- |
| Phil Taylor és Adrian Lewis                 | Anglia         | 4        | 1       | 5            | 6         |
| Michael van Gerwen és Raymond van Barneveld | Hollandia      | 3        | 1       | 4            | 6         |
| Gerwyn Price és Jonny Clayton               | Wales          | 2        | 2       | 4            | 7         |
| Gary Anderson és Peter Wright               | Skócia         | 1        | 3       | 4            | 8         |
| Damon Heta és Simon Whitlock                | Ausztrália     | 1        | 0       | 1            | 6         |
| Luke Humphries és Michael Smith             | Anglia         | 1        | 0       | 1            | 1         |
| John Henderson és Peter Wright              | Skócia         | 1        | 0       | 1            | 2         |
| Raymond van Barneveld és Co Stompé          | Hollandia      | 1        | 0       | 1            | 1         |
| Josh Rock és Daryl Gurney                   | Észak-Írország | 1        | 0       | 1            | 1         |
| Mensur Suljović és Rowby-John Rodriguez     | Ausztria       | 0        | 2       | 2            | 9         |
| Simon Whitlock és Paul Nicholson            | Ausztrália     | 0        | 1       | 1            | 5         |
| Kim Huybrechts és Ronny Huybrechts          | Belgium        | 0        | 1       | 1            | 5         |
| Steve Lennon és William O'Connor            | Írország       | 0        | 1       | 1            | 5         |
| Mark Webster és Gerwyn Price                | Wales          | 0        | 1       | 1            | 2         |
| Michael Smith és Rob Cross                  | Anglia         | 0        | 1       | 1            | 3         |
| Mark Webster és Barrie Bates                | Wales          | 0        | 1       | 1            | 1         |

#### Játékosok
| Játékos               | Ország         | Győzelem | 2. hely | Döntős szereplés | Részvétel |
| --------------------- | -------------- | -------- | ------- | ---------------- | --------- |
| Raymond van Barneveld | Hollandia      | 4        | 1       | 5                | 8         |
| Adrian Lewis          | Anglia         | 4        | 1       | 5                | 6         |
| Phil Taylor           | Anglia         | 4        | 1       | 5                | 6         |
| Michael van Gerwen    | Hollandia      | 3        | 1       | 4                | 11        |
| Peter Wright          | Skócia         | 2        | 3       | 5                | 11        |
| Gerwyn Price          | Wales          | 2        | 3       | 4                | 10        |
| Jonny Clayton         | Wales          | 2        | 2       | 3                | 9         |
| Gary Anderson         | Skócia         | 1        | 3       | 4                | 11        |
| Simon Whitlock        | Ausztrália     | 1        | 1       | 2                | 15        |
| Michael Smith         | Anglia         | 1        | 1       | 2                | 5         |
| John Henderson        | Skócia         | 1        | 0       | 1                | 3         |
| Damon Heta            | Ausztrália     | 1        | 0       | 1                | 6         |
| Co Stompé             | Hollandia      | 1        | 0       | 1                | 1         |
| Luke Humphries        | Anglia         | 1        | 0       | 1                | 2         |
| Josh Rock             | Észak-Írország | 1        | 0       | 1                | 2         |
| Daryl Gurney          | Észak-Írország | 1        | 0       | 1                | 9         |
| Mark Webster          | Wales          | 0        | 2       | 2                | 7         |
| Mensur Suljović       | Ausztria       | 0        | 2       | 2                | 15        |
| Rowby-John Rodriguez  | Ausztria       | 0        | 2       | 2                | 9         |
| William O'Connor      | Írország       | 0        | 1       | 1                | 15        |
| Kim Huybrechts        | Belgium        | 0        | 1       | 1                | 13        |
| Ronny Huybrechts      | Belgium        | 0        | 1       | 1                | 5         |
| Paul Nicholson        | Ausztrália     | 0        | 1       | 1                | 5         |
| Steve Lennon          | Írország       | 0        | 1       | 1                | 5         |
| Rob Cross             | Anglia         | 0        | 1       | 1                | 4         |
| Barrie Bates          | Wales          | 0        | 1       | 1                | 1         |

- Az aktív játékosok félkövér betűvel szerepelnek.
- Csak a döntőbe jutott játékosok szerepelnek a táblázatban.
- Azonos rekordok esetén a játékosokat családnév szerinti ábécésorrendbe rendeztük.

### A legmagasabb átlagok

#### Csapatban
| A tíz legmagasabb csapatátlag a világbajnokságokon | A tíz legmagasabb csapatátlag a világbajnokságokon | A tíz legmagasabb csapatátlag a világbajnokságokon | A tíz legmagasabb csapatátlag a világbajnokságokon | A tíz legmagasabb csapatátlag a világbajnokságokon | A tíz legmagasabb csapatátlag a világbajnokságokon |
| Átlag                                              | Csapat                                             | Év                                                 | Forduló                                            | Ellenfél                                           | Végeredmény                                        |
| -------------------------------------------------- | -------------------------------------------------- | -------------------------------------------------- | -------------------------------------------------- | -------------------------------------------------- | -------------------------------------------------- |
| 118,10 (WR)                                        | Krzysztof Ratajski és Krzysztof Kciuk              | 2023                                               | Csoportkör                                         | Darius Labanauskas és Mindaugas Barauskas          | 4–1 (l)                                            |
| 117,88                                             | Michael van Gerwen és Raymond van Barneveld        | 2014                                               | Elődöntő                                           | Brendan Dolan és Mickey Mansell                    | 4–0 (l)                                            |
| 111,33                                             | Michael van Gerwen és Raymond van Barneveld        | 2017                                               | Második kör                                        | Darin Young és Larry Butler                        | 4–0 (l)                                            |
| 109,33                                             | Michael van Gerwen és Raymond van Barneveld        | 2017                                               | Első kör                                           | Karel Sedláček és František Humpula                | 5–1 (l)                                            |
| 109,31                                             | Damon Heta és Simon Whitlock                       | 2022                                               | Negyeddöntő                                        | Dimitri Van den Bergh és Kim Huybrechts            | 4–0 (l)                                            |
| 108,41                                             | Simon Whitlock és Paul Nicholson                   | 2010                                               | Csoportkör                                         | John Part és Ken MacNeil                           | 3–1 (l)                                            |
| 107,77                                             | Michael van Gerwen és Raymond van Barneveld        | 2016                                               | Negyeddöntő                                        | Simon Whitlock és Kyle Anderson                    | 4–3 (l)                                            |
| 105,48                                             | Kim Huybrechts és Ronny Huybrechts                 | 2013                                               | Elődöntő                                           | Jani Haavisto és Jarkko Komula                     | 4–0 (l)                                            |
| 105,17                                             | Michael van Gerwen és Raymond van Barneveld        | 2017                                               | Negyeddöntő                                        | Max Hopp és Martin Schindler                       | 4–1 (l)                                            |
| 104,97                                             | Krzysztof Ratajski és Krzysztof Kciuk              | 2021                                               | Első kör                                           | Karel Sedláček és Adam Gawlas                      | 5–2 (l)                                            |

#### Játékosonként
| A tíz legmagasabb egyéni átlag a világbajnokságokon | A tíz legmagasabb egyéni átlag a világbajnokságokon | A tíz legmagasabb egyéni átlag a világbajnokságokon | A tíz legmagasabb egyéni átlag a világbajnokságokon | A tíz legmagasabb egyéni átlag a világbajnokságokon | A tíz legmagasabb egyéni átlag a világbajnokságokon |
| Átlag                                               | Játékos                                             | Év                                                  | Forduló                                             | Ellenfél                                            | Végeredmény                                         |
| --------------------------------------------------- | --------------------------------------------------- | --------------------------------------------------- | --------------------------------------------------- | --------------------------------------------------- | --------------------------------------------------- |
| 121,97                                              | Kim Huybrechts                                      | 2017                                                | Negyeddöntő                                         | Paul Lim                                            | 4–1 (l)                                             |
| 117,88                                              | Gerwyn Price                                        | 2022                                                | Negyeddöntő                                         | Martin Schindler                                    | 4–0 (l)                                             |
| 115,62                                              | Ronny Huybrechts                                    | 2017                                                | Második kör                                         | John Michael                                        | 4–0 (l)                                             |
| 115,10                                              | William O'Connor                                    | 2019                                                | Második kör                                         | Rob Cross                                           | 4–1 (l)                                             |
| 113,43                                              | Phil Taylor                                         | 2015                                                | Döntő                                               | Peter Wright                                        | 4–0 (l)                                             |
| 113,43                                              | Mensur Suljović                                     | 2019                                                | Második kör                                         | Chuck Puleo                                         | 4–0 (l)                                             |
| 113,38                                              | Raymond van Barneveld                               | 2018                                                | Elődöntő                                            | Dimitri Van den Bergh                               | 4–2 (l)                                             |
| 111,33                                              | Michael van Gerwen                                  | 2018                                                | Döntő                                               | Gary Anderson                                       | 4–0 (l)                                             |
| 110,64                                              | Dirk van Duijvenbode                                | 2022                                                | Második kör                                         | Steve Lennon                                        | 4–1 (l)                                             |
| 110,29                                              | Peter Wright                                        | 2019                                                | Negyeddöntő                                         | Dimitri Van den Bergh                               | 4–2 (l)                                             |

## További információ
- Hivatalos weboldal
- World Cup of Darts Archiválva 2018. január 1-i dátummal a Wayback Machine-ben, Darts database